# Nalini Bala Devi
Nalini Bala Devi, née le 23 mars 1898 à Guwahati dans l'État d'Assam en Inde, morte le  24 décembre 1977, est une écrivaine et poétesse indienne réputée de la littérature assamaise, connue pour sa poésie nationaliste et mystique.
Elle a reçu le Padma Shri du gouvernement indien en 1957 pour sa contribution à la littérature et, en 1968, elle a remporté le prix Sahitya Akademi décerné par Sahitya Akademi (Académie nationale des lettres de l'Inde) pour son recueil de poésie Alakananda.

## Biographie

### Jeunesse, mariage
Nalini Bala Devi naît en 1898 à Guwahati dans l'Assam. Son père, Karmaveer Nabin Chandra Bordoloi (1875–1936), était un célèbre activiste et écrivain du mouvement de liberté indien assamais.
Elle écrit son premier poème, Pita à 10 ans, et se marie à 12 ans, mais la tragédie a également frappé tôt, lorsque son mari, Jeeveshwar Changkakoti, meurt alors qu'elle n'a que 19 ans. Elle a également perdu deux de ses fils peu après leur naissance. Ces incidents tragiques dans la vie n'ont cependant pas pu la briser et elle commence à écrire des poèmes, avec l'émotion, la tragédie, le patriotisme et la dévotion comme thèmes centraux, qui ont encore une place de choix dans la littérature assamaise,.

### Carrière littéraire
Son premier recueil de poèmes Sandhiyar Sur (Mélodie du soir) est publié en 1928. Il est ensuite adopté par l'Université de Calcutta et l' Université de Guwahati comme manuel en 1946 et 1951 respectivement.
Ses autres œuvres comprennent Alakananda, Sopunar Sur (Mélodie des rêves), Porosh Moni, Yuga Devata (Héros de l'âge), Shesh Puja (Le dernier culte), Parijator Abhishek, Prahlad, Meghdut, Suravi, Rooprekha, Shantipath (anthologie de l'essai) et Sheshor Sur (La dernière mélodie),.
Smritir Tirtha (Biographie sur son père), Biswadeepa (Un recueil de biographies de femmes célèbres), Eri oha Dinbur (Les jours passés, autobiographie), Sardar Vallavbhai Patel sont quelques-unes de ses œuvres biographiques.
En 1950, Nalini Bala Devi a fondé Sadou Asom Parijat Kanan, qui deviendra plus tard célèbre sous le nom de Moina Parijat, l'organisation des enfants d'Assam. Elle avait à son actif un drame intitulé Meerabai .

### Reconnaissance
Nalini Bala Devi est la présidente de la 23e session Jorhat de l'Assam Sahitya Sabha (Société littéraire de l'Assam) en 1955.
Elle reçoit la distinction Padma Shri en 1957, qui lui est décernée par le gouvernement de l'Inde.
Pour son anthologie de poésie Alakananda, Nalini Bala Devi reçoit le prix Sahitya Akademi en 1968.
Nalini Bala Devi meurt le 24 décembre 1977.

## Postérité
La littérature assamaise conserve notamment le souvenir des dernières lignes de son célèbre poème NaatGhar (Le théâtre) :
.... Kun Kar Jogotor / Kun Kar Moromor / Chokur Chinaki Dudinor / Sasimor Rooprekha / Asimot Bur Jabo / Khohi Gole Jori Moromor
(Qui est pour qui dans ce monde / Qui est en bas qu'il faut soigner / Connaissances fugitives en face-à-face / Contours de visage bornés / Qui se dissolvent dans l'oubli infini / Si le fil d'amour qui les lie se brise. )
Le Cotton College, à Guwahati, a donné son nom à son foyer de jeunes étudiantes : « Foyer d'étudiantes Padmashree Nalini Bala Devi » en 1986.

## Œuvres
- Sandhiyar Sur (Mélodie du soir, 1928).
- Sopunar Sur (Mélodie des rêves, 1943).
- Smritir Tirtha (Biographie, 1948).
- Paroshmoni (Touchstone, 1954).
- Jagriti (Éveil, 1962).
- Alakananda (1967)[4].